# Rue des Prêtres-Saint-Séverin
La rue des Prêtres-Saint-Séverin est une voie située dans le quartier de la Sorbonne du 5e arrondissement de Paris.

## Situation et accès
La rue, longue de moins de cent mètres, longe la façade ouest de l'église et du cloître Saint-Séverin. Cette rue calme et désormais piétonne contraste fortement avec sa voisine : la touristique et très animée rue Saint-Séverin. Côté rue de la Parcheminerie, une grille en interdit parfois l'accès.

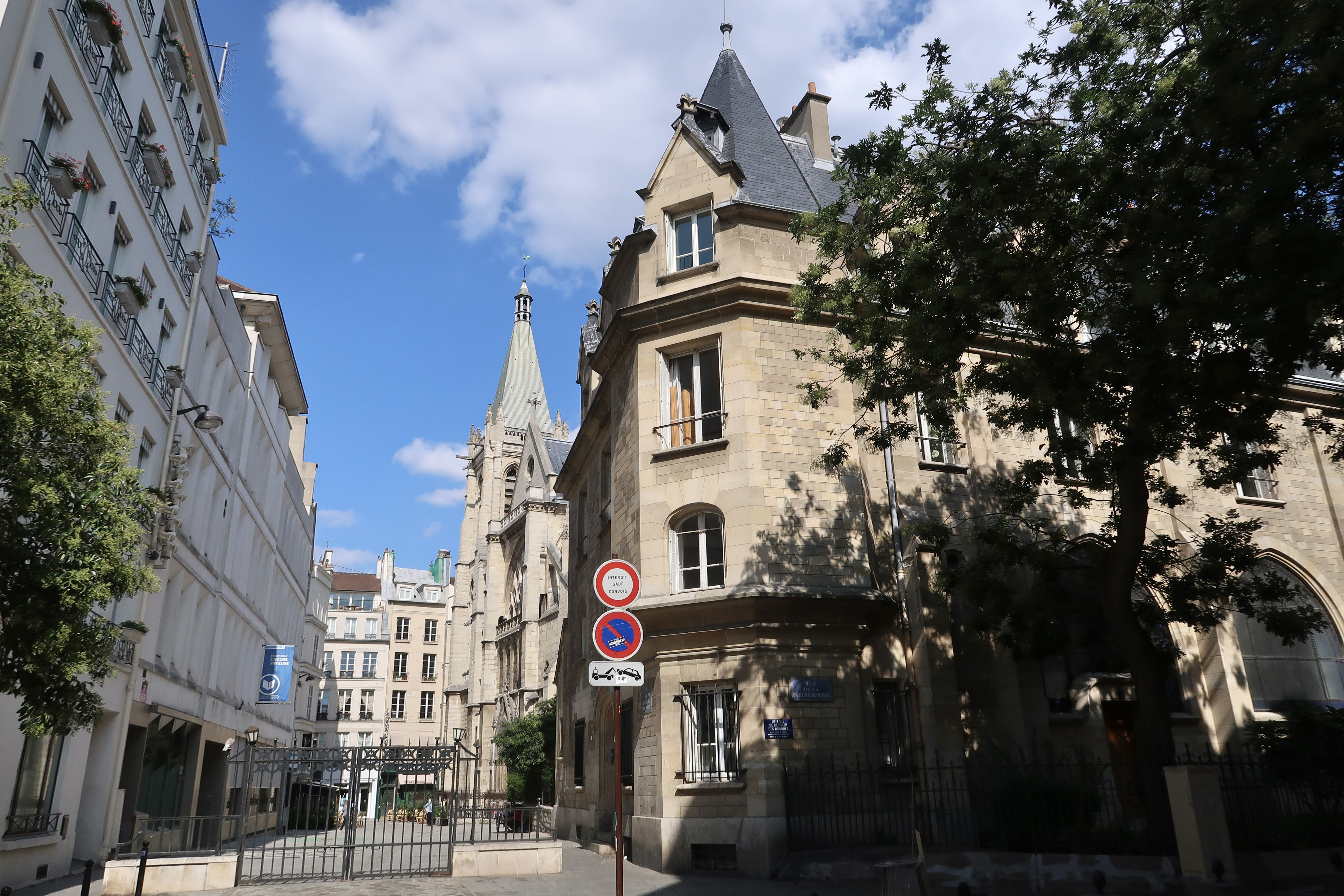
Vue de la rue fermée par une grille.
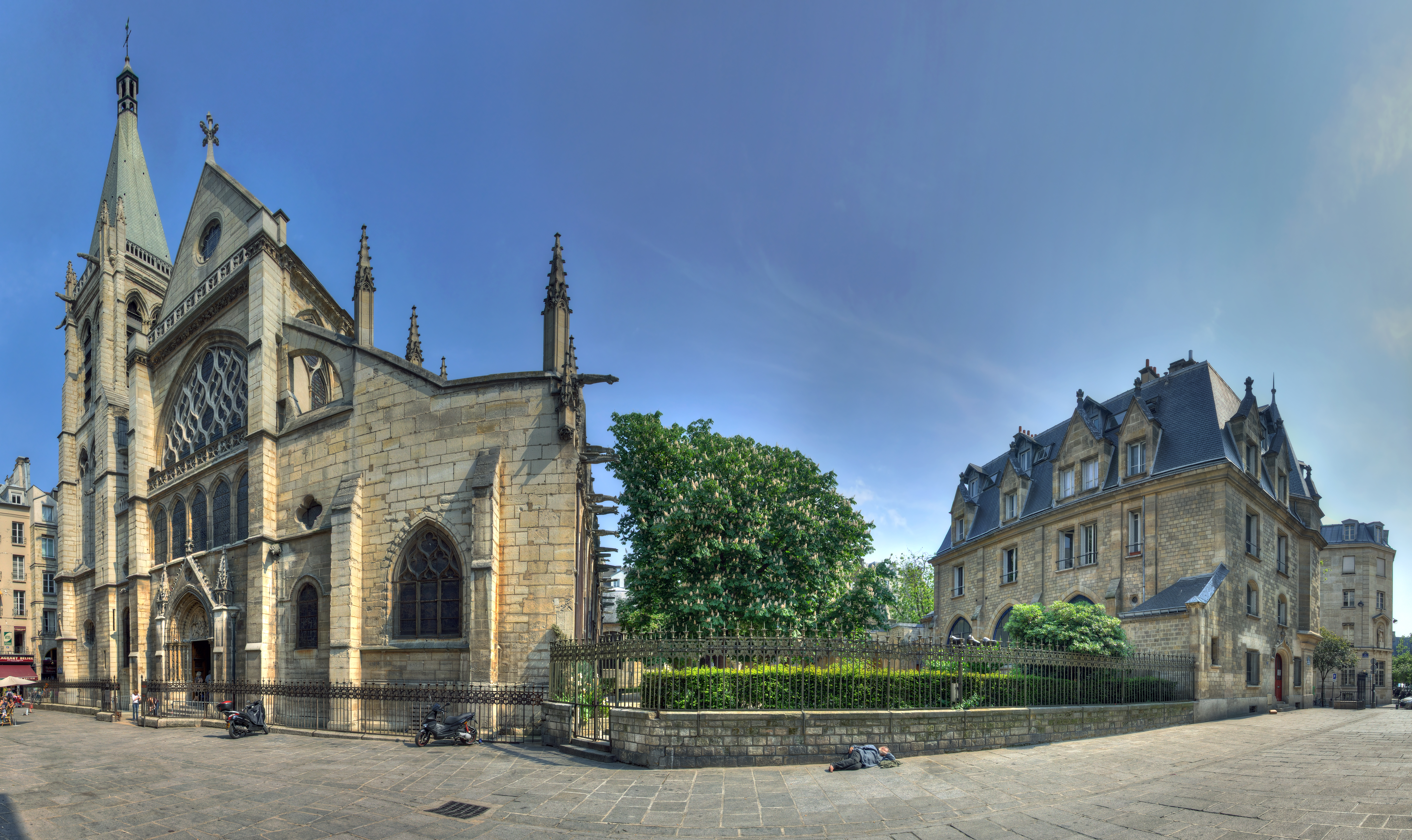
Vue panoramique de la rue.

La rue des Prêtres-Saint-Séverin est desservie à proximité par les lignes de métro 10 à Cluny - La Sorbonne et 4 à Saint-Michel et par les lignes de RER B et C à la gare Saint-Michel - Notre-Dame.

## Origine du nom
Cette rue doit son nom au fait qu'elle fut habitée par plusieurs prêtres de l'église Saint-Séverin,.

## Historique

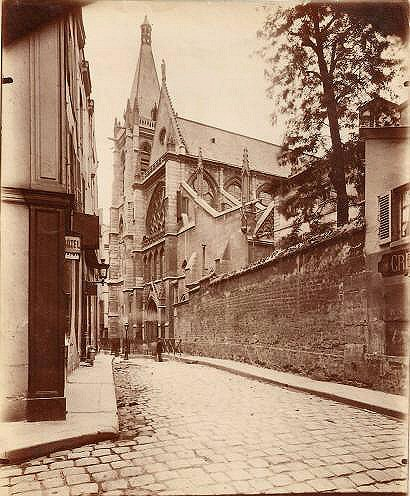
Rue des Prêtres-Saint-Séverin en 1898 (photographie d'Eugène Atget).

En 1244, elle se nommait « ruelle devant Saint-Séverin », puis elle prit le nom de « ruelle Près Saint-Séverin », en 1260-1264 ; « petite rue Saint-Séverin », vers 1300 ; « petite ruellette Saint-Séverin » puis « ruelle de l'Arciprêtre », en 1489 ; « ruelle Saint-Séverin dite au Prêtre », en 1508 ; « ruelle au Prêtre » et, enfin, « rue des Prêtres Saint-Séverin ».
Vers 1280-1300, elle est citée dans Le Dit des rues de Paris, de Guillot de Paris, sous la forme « petite ruelete
Saint-Sevrin ».
Elle est citée sous le nom de « rue des Prestres » dans un manuscrit de 1636 dont le procès-verbal de visite, en date du 30 avril 1636, indique qu'elle est « en aucuns endroitz nette, et en d'autres avons veu plusieurs boues et fanges ».

## Bâtiments remarquables, lieux de mémoire
- L'église Saint-Séverin classée depuis 1862 aux monuments historiques[4].
- Le cloître, en fait un ancien charnier, transformé en jardin.
- no 4 : Centre culture italien.
- no 6 : bibliothèque L'Heure joyeuse.

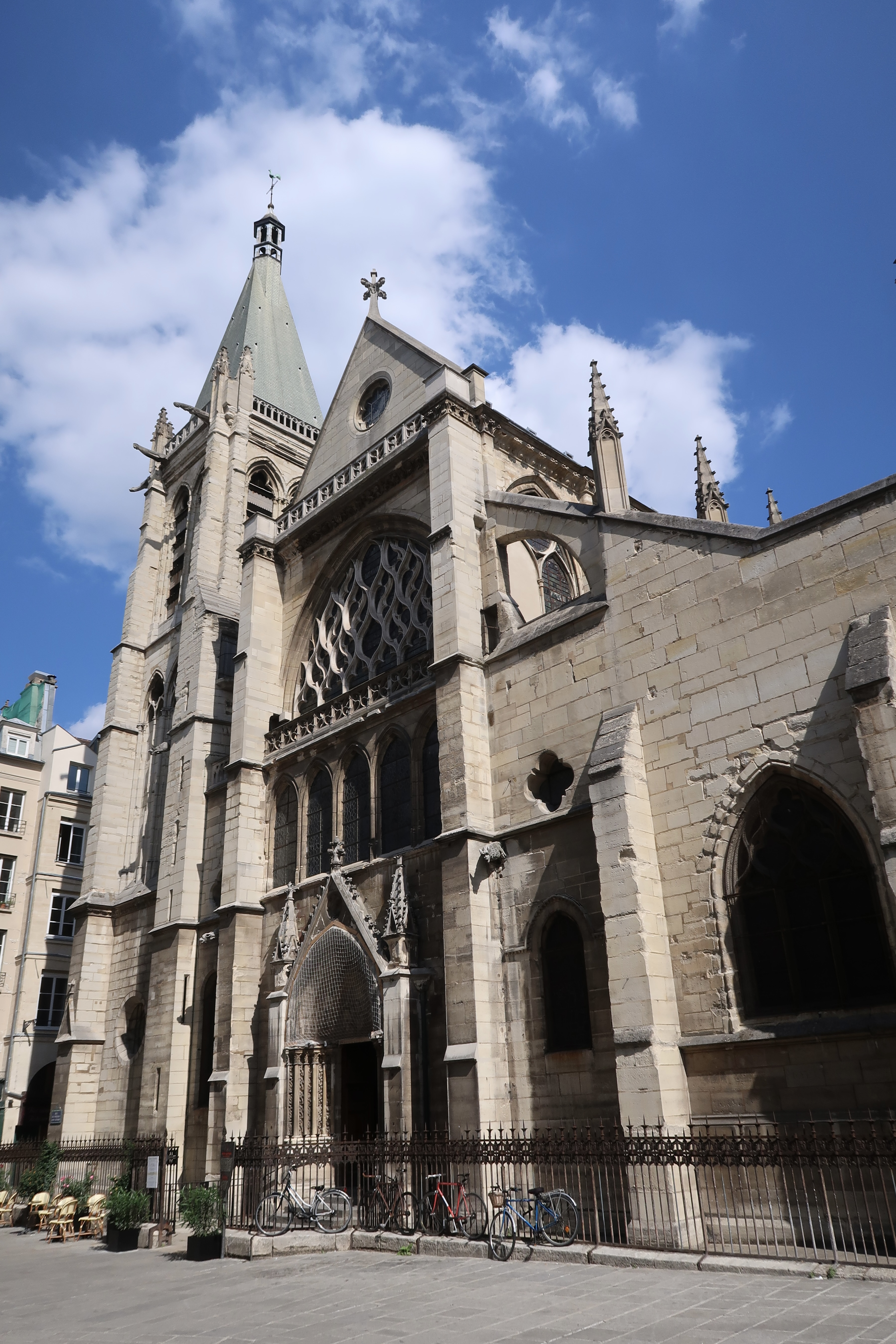
Façade ouest de l'église Saint-Séverin donnant sur la rue des Prêtres-Saint-Séverin.
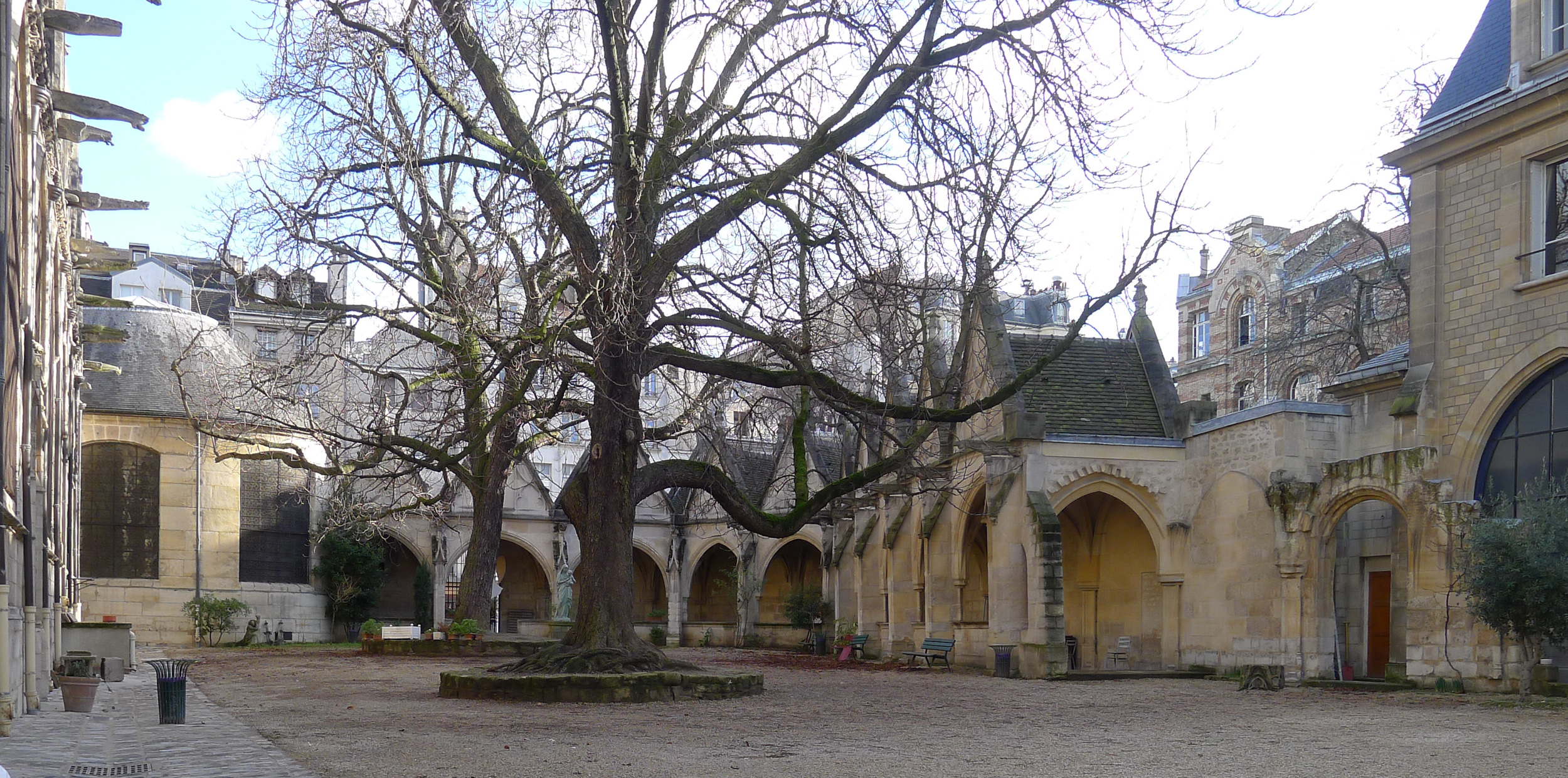
Le cloître de l'église Saint-Séverin vue de la rue : à gauche la façade sud de l'église et à droite le presbytère. Au centre les vestiges du cimetière transformé en jardin et des galeries qui servaient de charniers.
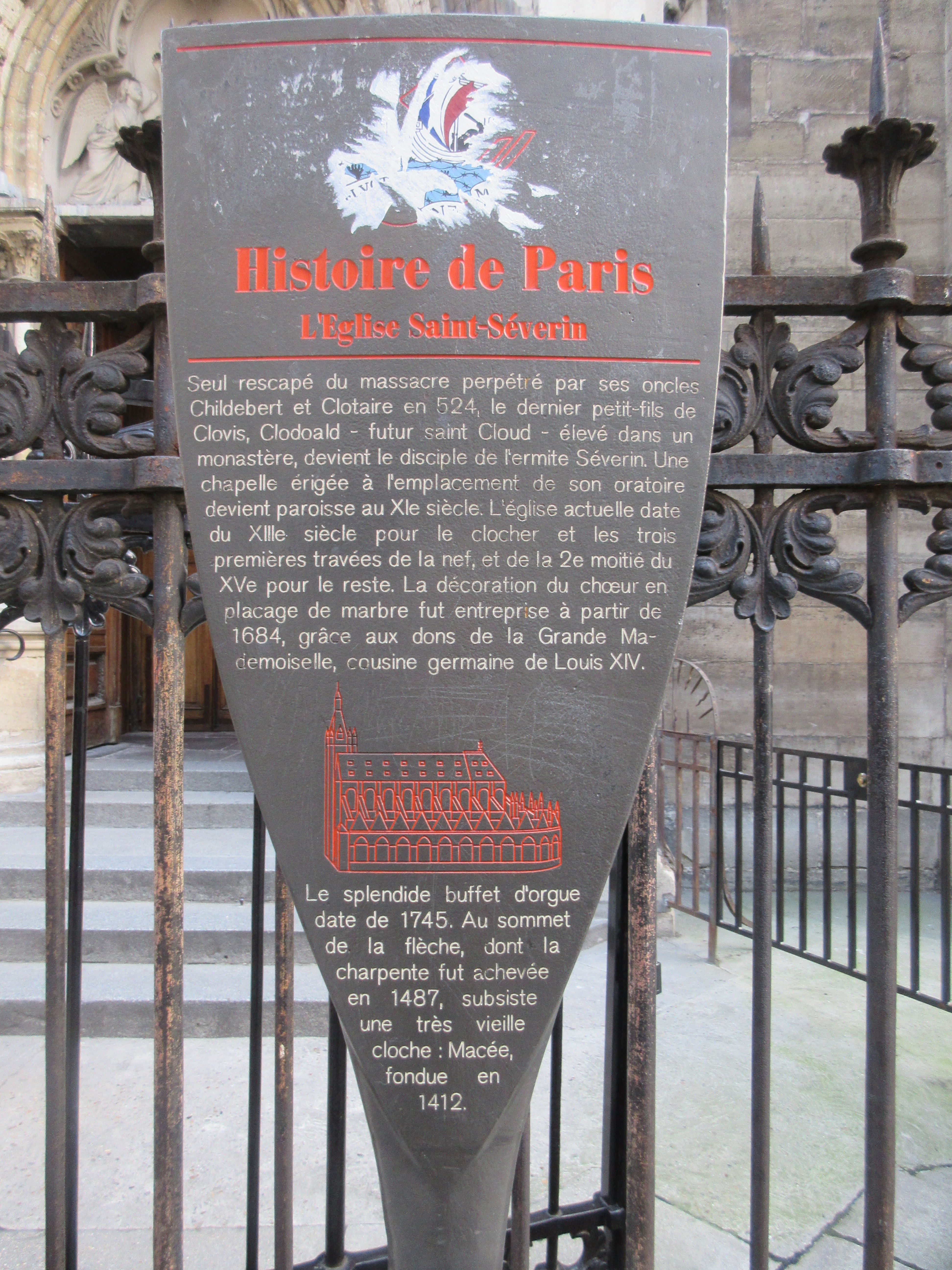
Panneau de l'église Saint-Séverin.

### Iconographie
- Rue des Prêtres-Saint-Séverin, gravure de Paul Baudier (1881-1962), s.d.

### Musique
- La rue est citée dans la chanson L'Heure du thé de Vincent Delerm.